# Johann Ferdinand von Sickingen

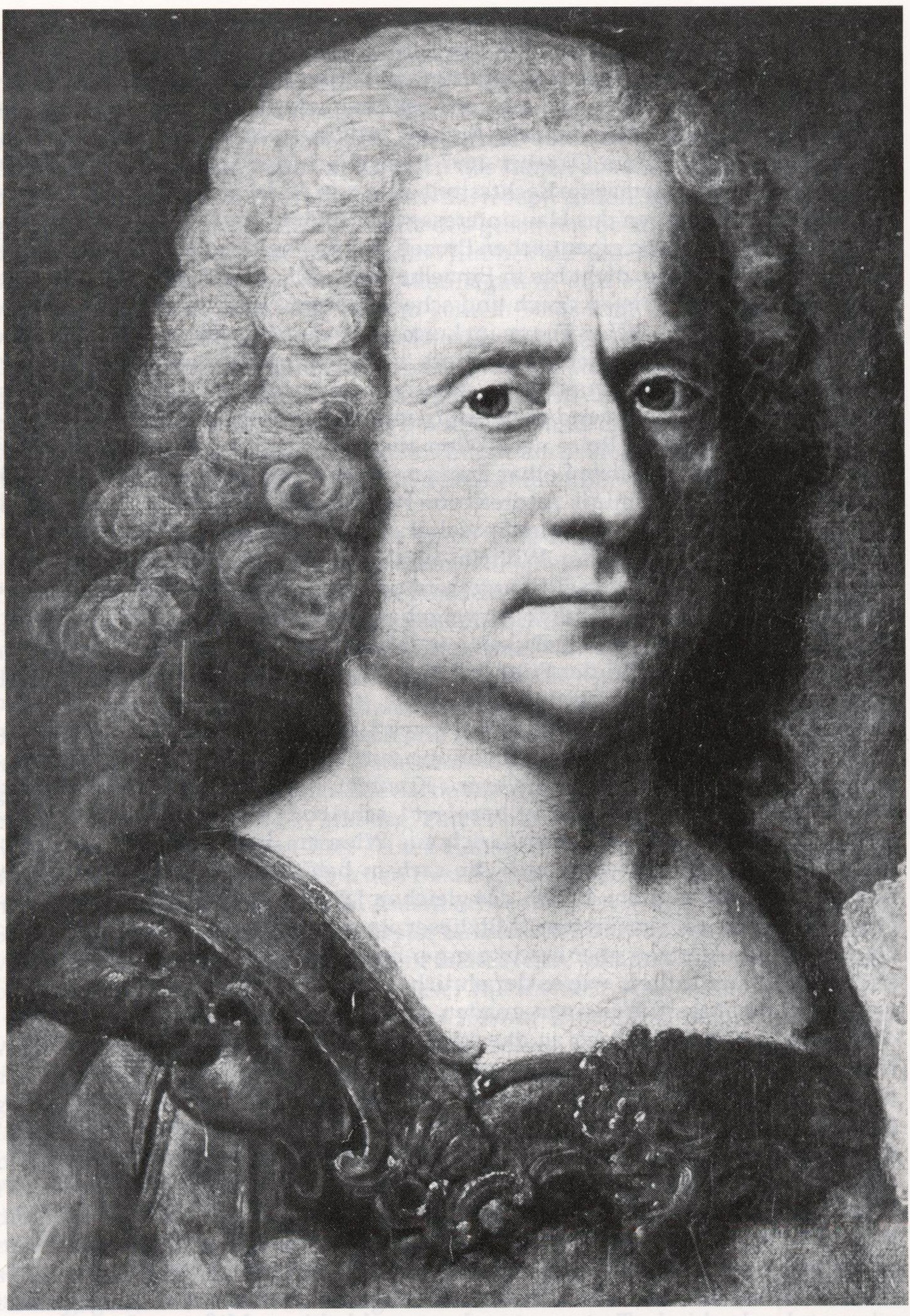
Johann Ferdinand von Sickingen

Johann Ferdinand von Sickingen (* 27. März 1664 in Tauberbischofsheim; † 30. Juli 1719 in Heidelberg) war ein Freiherr, sowie kurpfälzischer Konferentialminister, Obristkämmerer und Diplomat.

## Herkunft und Familie
Er entstammte dem südwestdeutschen Adelsgeschlecht von Sickingen und wurde geboren als Sohn des kurmainzischen Geheimrats Franz von Sickingen (1629–1715), Herr zu Sickingen und Landstuhl, sowie seiner Gattin Anna Margarethe Gräfin von Metternich-Winneburg-Beilstein († 1700), Oberhofmeisterin am kurpfälzer Hof und Schwester des Mainzer Kurfürsten Karl Heinrich von Metternich-Winneburg († 1679). Der Urgroßvater Schweickard von Sickingen (1570–1646) war der Urenkel des berühmten Ritters Franz von Sickingen (1481–1523).

## Leben

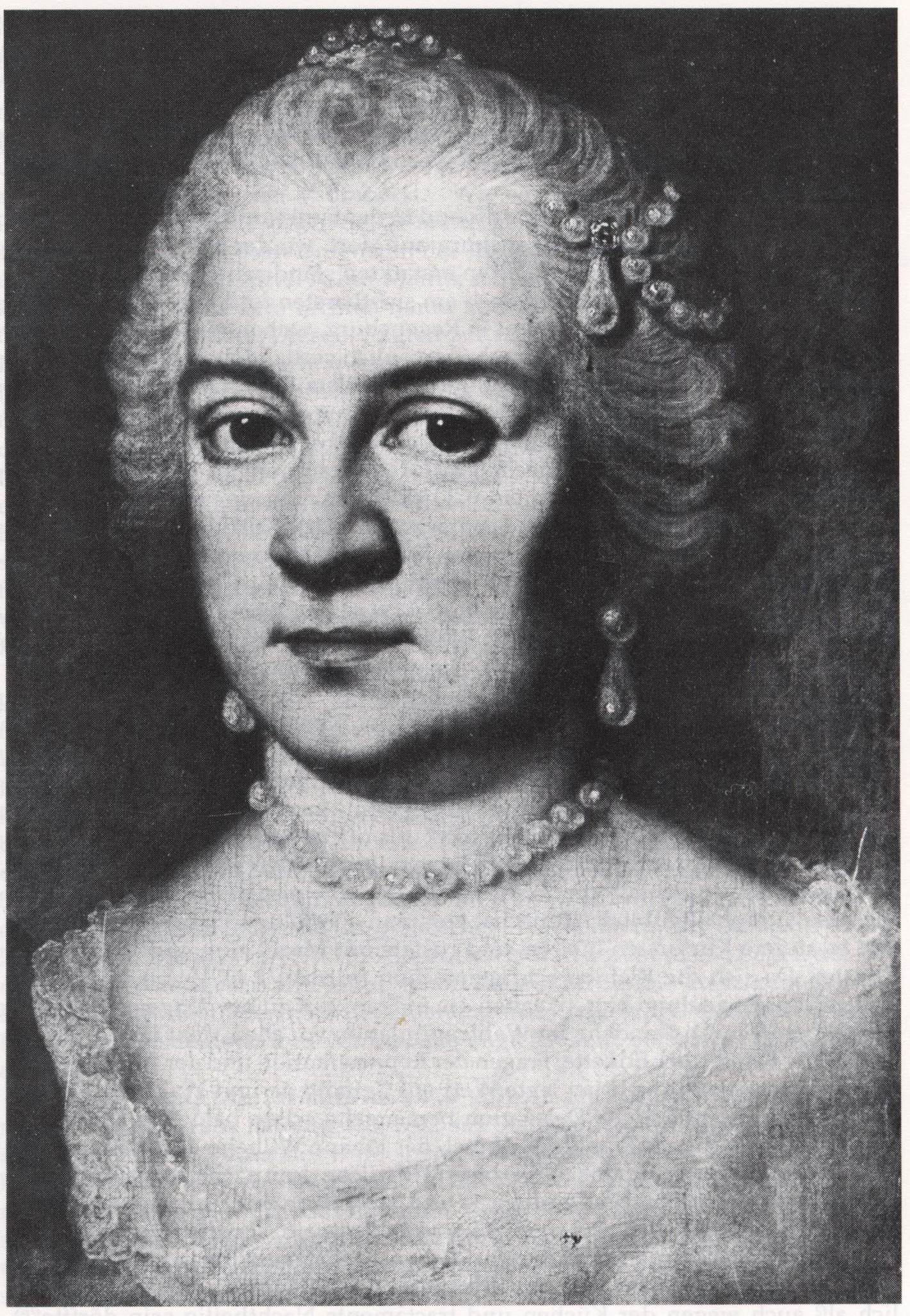
Maria Sidonie Philippine von Sickingen geb. Kottwitz von Aulenbach

Ursprünglich für den geistlichen Stand im Deutschen Orden vorgesehen, bestimmte ihn der Vater zu seinem Nachfolger als Haupt der Familienlinie Sickingen-Sickingen. Johann Ferdinand studierte an der Universität Mainz, wo er 1681 den Grad eines Magister artium  erwarb.
1697 heiratete er Maria Sidonie Philippine Kottwitz von Aulenbach (* 1679), Tochter der Eheleute Johann Philipp Georg Kottwitz von Aulenbach († 1697) und Anna Maria Kottwitz von Aulenbach geb. von Dernbach († 1693), mit der er 17 Kinder hatte und die ihm ein beträchtliches Familienerbe zubrachte. Dies waren hauptsächlich Würzburger Lehen, darunter Schloss und Ort Dingolshausen, Stadelhofen und Schloss Mühlbach bei Karlstadt. Hierdurch wurde die Familie Sickingen-Sickingen Mitglied im Ritterkanton Rhön-Werra des Fränkischen Ritterkreises.
Johann Ferdinand von Sickingen stand ab etwa 1690 in kurpfälzischen Diensten, seit 1693 als Vogt von Bacharach. 1697 zum Vizepräsident der Hofkammer und Geheimen Rat ernannt, wirkte er ab 1702 als Gesandter des Pfälzer Kurfürsten beim Immerwährenden Reichstag in Regensburg. Einen Höhepunkt dieser Tätigkeit bildeten 1711 seine dortigen Verhandlungen anlässlich der Wahl von Kaiser Karl VI. Schon 1705 war er auch Oberamtmann und Vogt zu Bretten geworden, 1707–1714 zusätzlich Oberpfleger der Grafschaft Cham.
Am 8. Juni 1716 starb Kurfürst Johann Wilhelm von der Pfalz und sein Bruder Karl III. Philipp trat die Nachfolge an. Er berief Johann Ferdinand von Sickingen sogleich zum Konferentialminister und in das hohe Hofamt eines Obristkämmerers. Als Dank für seine langjährigen Dienste erhielt er von der Kurpfalz 1718 die Wachtenburg, bei Wachenheim an der Weinstraße, als Erbburglehen. 1719 ernannte ihn Karl VI. zum kaiserlichen Geheimrat.
Johann Ferdinand von Sickingen starb plötzlich und völlig unerwartet am 30. Juli 1719 in seinem Palais zu Heidelberg.

## Nachkommen
Sein Sohn Maximilian Johannes Jakob von Sickingen (1714–1795) war Domkapitular in Würzburg und seine Grabplatte ist im dortigen Domkreuzgang erhalten. Dessen Bruder Joseph Karl Ferdinand Friedrich Franz Anton von Sickingen (1708–1787) heiratete Maria Charlotte Amalia von Hacke, Tochter des kurpfälzischen Oberstforst- bzw. Oberstjägermeisters Ludwig Anton von Hacke (1682–1752). Carl Anton Joseph Johann Damian von Sickingen (1702–1785), ein weiterer Sohn, ehelichte Maria Antonia Charlotte, Gräfin von Seinsheim (1711–1747), die Schwester des Würzburger Fürstbischofs Adam Friedrich von Seinsheim.
Die Tochter Maria Johanna Amalia von Sickingen (1716–1740) verband sich 1737 mit Graf Johann Alexander von Rottenhan (1710–1791), fürstbischöflich Bambergischer Obersthofmeister, Geheimrat und Oberamtmann. Aus der Ehe ging der Jurist Heinrich Franz von Rottenhan (1738–1809) hervor, ebenso sein Bruder Heinrich Karl Wilhelm Graf von Rottenhan (1739–1800), Domkapitular in Würzburg und Propst des dortigen Stifts Sankt Burkard.
Luzia Josepha von Sickingen (1703–1751), eine andere Tochter, heiratete den Freiherrn Joseph Anton von Kageneck (1701–1747), der in der Mannheimer Pfarrkirche St. Sebastian beigesetzt ist.